# 中国反邪教网
中国反邪教网是一家上線於2017年9月22日的網站，由中華人民共和國公安部下属的“大地阳光文化发展中心”運營。該網站主要展示中国大陆所認定的邪教相關信息以及相关法規，並站在官方的立場上提出觀點。該網站提供心理輔導和尋找失蹤親人等服務。